# Complejo Petroquímico de Tarragona
El Complejo Petroquímico de Tarragona es un área industrial que agrupa diversas empresas del ámbito químico y petrolero. La mayor densidad industrial se sitúa en la zona más cercana a poniente del municipio, en la denominada zona Trébol, donde forma un gran complejo que continúa por los términos municipales de La Canonja y Vilaseca. El conjunto comprende también —en menor medida— las poblaciones de Reus, Salou, Constantí, El Morell y La Pobla de Mafumet.

## Historia
El complejo se inició en 1971 con la aprobación de construcción de una primera refinería y progresó en su actividad hasta estar actualmente considerado el más importante de este tipo en el sur de Europa. La refinería dispondría de una capacidad de tratamiento de 7 millones de toneladas métricas al año para la elaboración de GLP, olefinas, naftas, gasolinas y otros carburantes. Su construcción conllevaría, además, la creación de una empresa nacional con una participación estatal del 60%. Las obras corrieron a cargo de la Empresa Nacional de Petróleos de Tarragona (ENTASA), de carácter estatal.
En 1998 se inauguró el nuevo rack o red de tuberías de la petroquímica de Tarragona, un sistema que permitía un transporte más rápido y seguro de productos químicos hasta el Puerto de Tarragona y con menos impacto ambiental que el transporte con camiones. Hay instaladas en Tarragona la mayor parte de las multinacionales del sector (Bayer Hispania, Basf Española, Dow Chemical Ibérica, Hoechst y Shell España), y también las empresas españolas más importantes (Repsol, ASESA). El 2006 se inició la construcción del Parque Científico Químico de Tarragona.
Fue a partir de la construcción de la refinería cuando apareció una nueva dinámica industrial a partir de la cual se asentaron más compañías y se consolidó definitivamente el sector como pieza clave de la actividad industrial y económica de la zona del Campo de Tarragona.